# 호세 카예혼
호세 마리아 카예혼 부에노(스페인어: José María Callejón Bueno xoˈse kaʎeˈxon[*], 1987년 2월 11일, 안달루시아 지방 모트릴 ~)는 스페인의 프로 축구 선수로, 세군다 디비시온의 그라나다에서 공격수나 측면 미드필더로 활약하고 있다.
그의 쌍둥이 형제 후안미도 축구 선수로, 둘 다 레알 마드리드 유소년 아카데미를 졸업했다. 그는 구단의 2군으로 주로 활약하다가 에스파뇰에 입단했다. 2011년, 그는 친정 구단으로 복귀했지만, 2년 뒤에 나폴리로 떠났다.
전 U-21 국가대표로, 카예혼은 2014년에 성인 국가대표 첫 경기를 치렀다.

## 클럽 경력

### 레알 마드리드
카예혼은 안달루시아 그라나다도 모트릴 출신으로, 레알 마드리드 유소년 아카데미를 졸업했다. 그는 2007년 5월에 2군 경기를 치르며 프로 무대에 데뷔했고, 그 시즌의 세군다 디비시온 경기에 4번 출전했지만 골을 넣지는 못했다.
2007-08 시즌, 카예혼은 37경기에 출전해 21번 골망을 흔들었고, 그는 세군다 디비시온 B에서 구단 최다 득점자로 시즌을 마무리했다.

### 에스파뇰

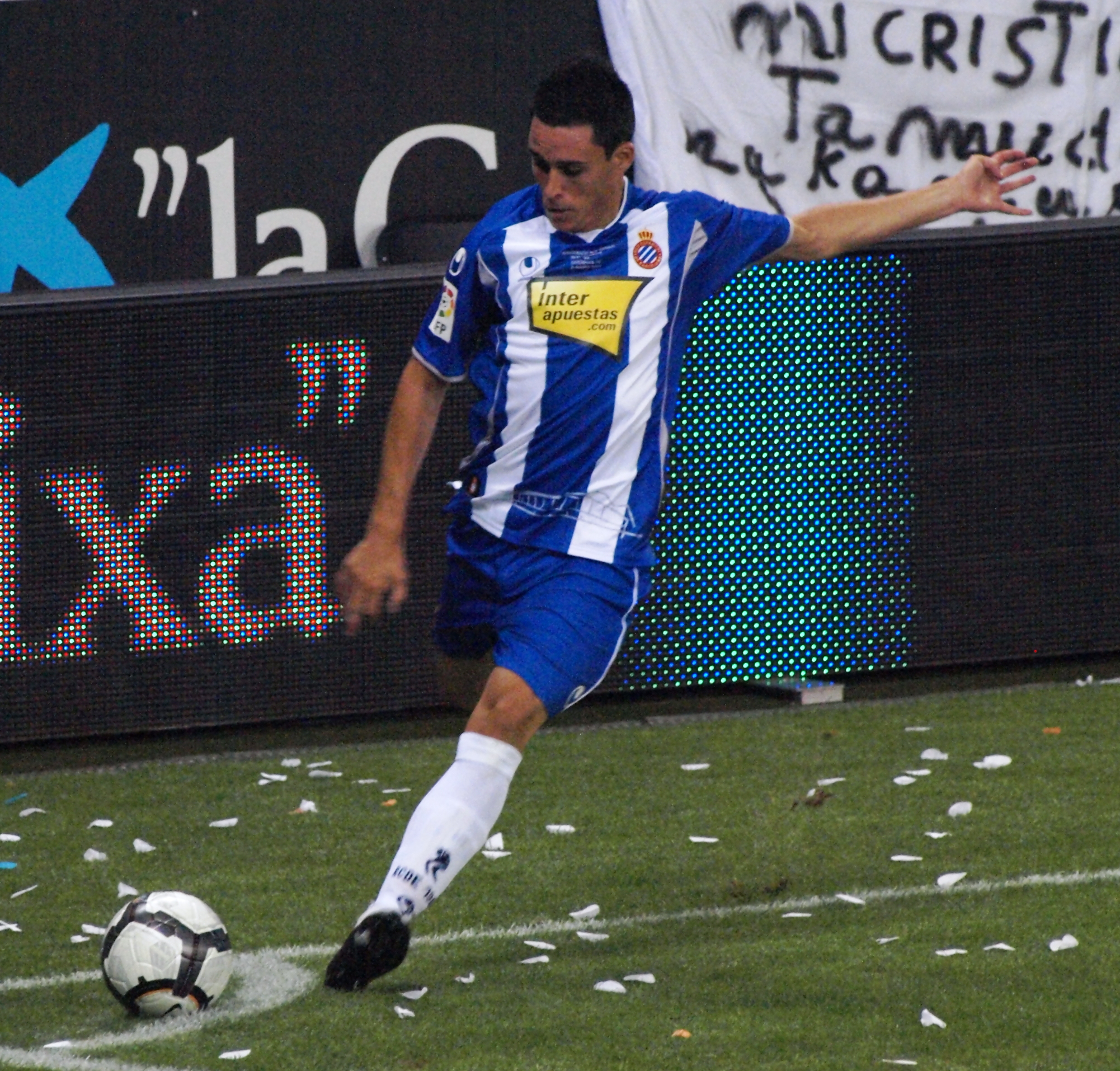
2009년, 에스파뇰 경기에서 코너킥을 차는 카예혼

시즌 후, 카예혼은 (쌍둥이 형제 후안미)와 함께) 레알 마드리드를 떠나 에스파뇰과 4년 계약을 맺었다. 2008년 9월 20일, 그는 1-1로 비긴 헤타페와의 안방 경기에서 막판에 교체로 들어가 라 리가 데뷔전을 치렀다.
2009년 3월 15일, 에스파뇰은 리그에서 고전했지만, 리그 10위를 차지했고, 카예혼은 3-3으로 비긴 마요르카와의 안방 경기에서 카탈루냐 연고 구단 소속으로 첫 골을 기록했다. 그는 이어지는 두 시즌동안 마우리시오 포체티노 감독에 의해 측면 미드필더로 부동의 주전이 되었다.
2011년 1월 15일, 카예혼은 세비야 원정에서 2-1로 이길 당시 2골을 기록했다. 그는 단 한 경기만 결장하고 6골을 넣었는데, 앵무새 (Pericos)는 안정적으로 중위권을 차지했다.

### 레알 마드리드 복귀
2011년 5월 23일, 카예혼은 €5.5M에 5년 계약을 맺고 7월 1일에 레알 마드리드에 재합류했다. 7월 16일, 그는 로스앤젤레스 갤럭시와의 친선경기에서 머랭 (Merengues) 소속으로 첫 경기를 치렀고, 30분 만에 경기 선제골을 기록했다.
2011년 10월 2일, 카예혼은 전 소속 구단인 에스파뇰과의 원정 경기에서 후반 중간에 교체로 들어가 레알 마드리드 소속으로 첫 골을 기록했다. 그는 크리스티아누 호날두의 도움을 받아 골을 넣고 4-0 승리에 일조했지만, 골을 자축하지 않았고, 두 팔을 높이 올려 전 소속 구단에 대한 예의를 보였다.
레알 마드리드가 이미 UEFA 챔피언스리그 조별 리그를 1위로 이미 통과함에 따라, 카예혼은 2011년 11월 22일에 주제 모리뉴 감독의 지시에 따라 디나모 자그레브와의 경기에서 이례적으로 선발 출전했고, 이 경기에서 2골을 넣고 안방에서 6-2 대승을 견인하며 보답했다. 그는 3-0으로 이긴 아약스와의 경기에서도 두 골을 추가했다.
카예혼은 계속해서 선발로 인상적인 활약을 펼쳤다. 그는 6-2로 이긴 세비야 원정에서 한 골을 넣었고, 폰페라디나와의 그 시즌 코파 델 레이 두 경기에서 합계 7골 중 3골을 그가 책입졌는데, 한 골을 원정에서, 두 골을 안방에서 기록했다.
2012년 1월 14일, 카예혼은 마요르카 원정에서 2-1로 이기는데 일조했는데, 그는 84분에 먼 거리에서 골을 기록해 역전승에 일조했다. 그 다음 경기일에 그는 한 골을 추가했는데, 아틀레틱 빌바오와의 안방 경기에서 4-1 쐐기골로 승리에 일조했다.

### 나폴리

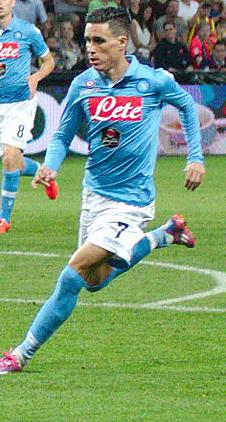
2014년, 나폴리에서 활약하는 카예혼

2013년 7월 9일, 이탈리아의 나폴리는 €10M에 카예혼의 이적에 합의를 보았다고 발표했다. 이틀 후에는 그가 4년 계약을 체결한 것이 밝혀졌다.
카예혼은 볼로냐와의 8월 25일 안방 경기에서 세리에 A 첫 경기를 치렀으며, 선제골을 넣어 3-0 승리를 공헌했고, 처음 20번의 공식전에서 7번 더 골망을 흔들었다. 10월 22일, 그는 마르세유와의 UEFA 챔피언스리그 조별 리그 경기에서 나폴리 이적 후로는 유럽 대회 첫 골을 넣었고, 2-1 승리를 거두었다.
2014년 5월 3일, 카예혼은 피오렌티나와의 그 시즌 코파 이탈리아 결승전에서 드리스 메르턴스의 3-1 쐐기골을 도왔다. 5월 18일, 그는 5-1로 이긴 엘라스 베로나와의 시즌 최종전에서도 골을 추가했다. 그가 경기에서 5분만에 터뜨린 골은 나폴리의 시즌 모든 대회 통산 100번째 골이자, 개인 20호골이었다.
2014-15 시즌, 카예혼은 제노아와의 세리에 A 개막전에서 첫 골을 기록해 2-1 승리를 공헌했다. 그는 9월 24일에 시즌 2호골을 넣었는데, 그는 팔레르모와의 안방 경기에서 전반 추가 시간에 3-2로 앞서나가는 골을 넣었지만, 3-3으로 비겼다. 10월 19일, 그는 2-2로 비긴 인테르나치오날레와의 경기에서 2골을 넣었는데, 양쪽이 기록한 4골 모두 막판 11분에 터졌다.
11월 2일, 로마와의 태양의 더비에서 카예혼은 골대를 강타해 득점선 앞에서 막혔지만, 결국 막판에 골을 기록해 나폴리의 2-0 승리에 일조했다. 이 골로 그는 이 시즌에만 8골을 터뜨렸고, 그의 경쟁자보다 두 골을 터뜨린 것이 되는데, 그는 그 주의 세리에 A 이 주의 팀 일원으로 선정되었다.
2015년 9월 17일, 카예혼은 클뤼프 브뤼허와의 UEFA 유로파리그 조별 리그 첫 경기에서 두 골을 기록해 안방 5-0 대승에 공헌했다. 10월 22일 미트윌란과의 같은 대회 원정 경기에서, 그는 칼리두 쿨리발리가 멀리서 건넨 골을 지면에 닿기 전에 선제골로 차 넣어 4-1 승리에 일조했다. UEFA는 그의 나중 활약상에 "조별 리그의 득점 선두 경쟁자"라는 수식어를 붙이기에 이르었다.

## 국가대표팀 경력
2008년 3월 25일, 카예혼은 카자흐스탄과의 2009년 UEFA U-21 축구 선수권 대회 예선전에서 스페인 U-21 국가대표팀 데뷔전을 치렀다. 그는 5-0으로 이긴 이 경기에서 46분에 보얀 크르키치와 교체로 투입되었다.
2014년 11월 7일, 카예혼은 비센테 델 보스케 감독에 의해 벨라루스와 독일과의 경기를 앞두고 성인 국가대표팀에 처음으로 차출되었다. 그는 15일 전자를 상대로 한 경기에서 69분에 산티 카솔라와 교체되어 들어갔고, 우엘바에서 벌어진 이 UEFA 유로 2016 예선전 경기는 3-0 승리로 끝났다.

## 플레이스타일
다재다능하고, 근면한 오른발잡이로, 카예혼은 공격수, 측면 미드필더, 공격형 미드필더, 혹은 후방 공격수 등 어느 공격 임무든지 수행 가능하며, 레알 마드리드에서 모리뉴 감독의 지시 하에 더 후방의 위치해서 임무를 수행하기도 했다. 빠르고, 유동적이며, 창조적인 선수로, 좋은 기술을 지닌 그는 득점 기회를 창출하거나 골을 넣을 수 있다.

## 클럽 통계
2016년 11월 28일 기준
| 클럽            | 시즌      | 리그 | 리그 | 컵1  | 컵1 | 대륙 | 대륙 | 합계 | 합계 |
| 클럽            | 시즌      | 출장 | 골   | 출장 | 골  | 출장 | 골   | 출장 | 골   |
| --------------- | --------- | ---- | ---- | ---- | --- | ---- | ---- | ---- | ---- |
| 레알 마드리드 B | 2006–07   | 4    | 0    | —    | —   | —    | —    | 4    | 0    |
| 레알 마드리드 B | 2007–08   | 37   | 21   | —    | —   | —    | —    | 37   | 21   |
| 레알 마드리드 B | 합계      | 41   | 21   | —    | —   | —    | —    | 41   | 21   |
| 에스파뇰        | 2008–09   | 24   | 2    | 6    | 2   | —    | —    | 30   | 4    |
| 에스파뇰        | 2009–10   | 36   | 2    | 1    | 0   | —    | —    | 37   | 2    |
| 에스파뇰        | 2010–11   | 37   | 6    | 2    | 0   | —    | —    | 39   | 6    |
| 에스파뇰        | 합계      | 97   | 10   | 9    | 2   | —    | —    | 106  | 12   |
| 레알 마드리드   | 2011–12   | 25   | 5    | 6    | 3   | 5    | 5    | 36   | 13   |
| 레알 마드리드   | 2012–13   | 30   | 3    | 7    | 2   | 4    | 2    | 41   | 7    |
| 레알 마드리드   | 합계      | 55   | 8    | 13   | 5   | 9    | 7    | 77   | 20   |
| 나폴리          | 2013–14   | 37   | 15   | 5    | 3   | 10   | 2    | 52   | 20   |
| 나폴리          | 2014–15   | 38   | 11   | 5    | 0   | 16   | 1    | 59   | 12   |
| 나폴리          | 2015–16   | 38   | 7    | 2    | 1   | 7    | 5    | 47   | 13   |
| 나폴리          | 2016–17   | 14   | 7    | 0    | 0   | 5    | 0    | 19   | 7    |
| 나폴리          | 합계      | 127  | 40   | 12   | 4   | 38   | 8    | 178  | 52   |
| 경력 합계       | 경력 합계 | 320  | 79   | 34   | 11  | 47   | 15   | 402  | 105  |

1수페르코파 데 에스파냐 등 기타 경기 포함

## 수상

### 클럽
레알 마드리드
- 라 리가: 2011–12
- 수페르코파 데 에스파냐: 2012
- 코파 델 레이 준우승: 2012–13

나폴리
- 코파 이탈리아: 2013–14
- 수페르코파 이탈리아나: 2014

### 개인
- 세군다 디비시온 B 득점왕: 2007–08
- 코파 이탈리아 득점왕: 2013–14[39]